# سمامة الشجر
طيور سمامة الشجر (treeswifts) أوسمامة الشجر المتوجة (crested swifts) هي فصيلة ، هيميبروسنيدي (فصيلة: Hemiprocnidae) ، من الطيور شبه عصفورية هوائية، والمرتبطة ارتباطًا وثيقًا بسمامة (فصيلة: Apodidae) . تتضمن العائلة جنس واحد، هيميبروكني (Hemiprocne)، مع أربع أنواع. وهي موزعة بين الهند وجنوب شرق آسيا حتى إندونيسيا إلى غينيا الجديدة وجزر سليمان.
طيور السمامة المتوجة هي من السمامات الصغيرة إلى متوسطة الحجم، ويتراوح طولها من 15 إلى 30 سم. وتتميز بأجنحة طويلة، ويأتي أغلب الطول من طول الأوليات؛ فأذرعها قصيرة في الحقيقة إلى حدٍ ما. وهي تختلف بشكلٍ واضح عن الطيور السمامة الأخرى في أمور خاصة بالريش، حيث تتسم بنعومة أكثر، كما تتميز بوجود قنبرة على الرأس.وبعض الزينات بالوجه، وذيلٍ متشعبٍ طويل. ومن الناحية التشريحية فإنها منفصلة عن السمامات الحقيقية (true swifts) من خلال تفاصيل الهيكل العظمي للجمجمة والحنك، وتشريح عظم الكاحل، وأخمص القدمين الخلفيتين غير المعكوس والذي يستخدم للجثوم على الفروع (وهي أمور لا يمكن لطيور السمام الحقيقية الاشتراك فيها). تتميز الذكور بريش الظهر والجناحين ذات الألوان القذحية.

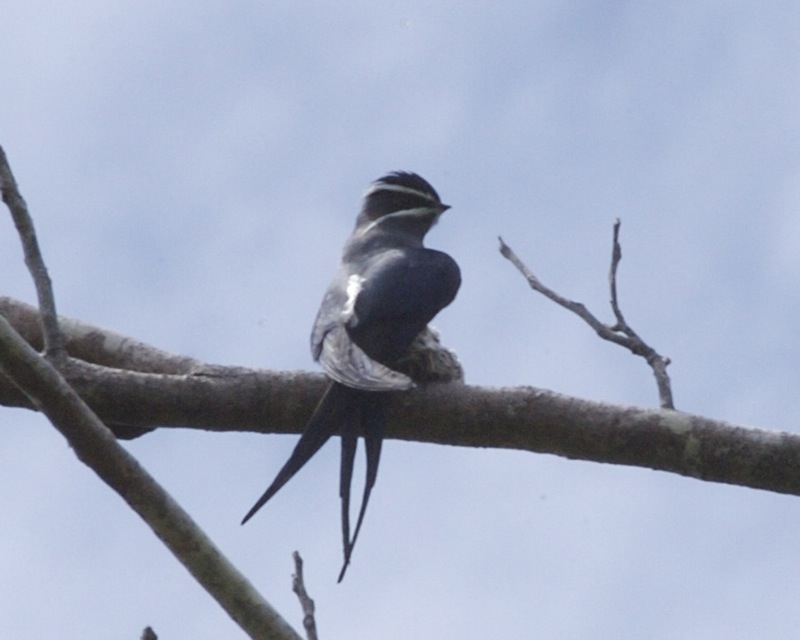
سمامة الشجر ذو الشوارب (Moustached Treeswift) فوق عشه. بياك، (Biak) غينيا الجديدة.

تبرز طيور السمامة المتوجة مجموعة كبيرة من تفضيلات الموائل. فصيلة واحدة، سمامة الشجر ذات السوالف (Whiskered Treeswift)، هو فصيلة من الغابات البدائية. ومع قدرته العالية على المناورة، فهو يتغذى بالقرب من نمو النباتات تحت عريشته، ولكنه يغامر في القليل النادر بالذهاب إلى غاباتٍ فرعية أو مزارع، ولكن ليس على أرضٍ مفتوحة على الإطلاق. الفصائل الأخرى أقل تقيدًا؛ حيث تستخدم سمامة الشجر متوجة (Crested Treeswift) مجموعة من الموائل تتضمن الغابات الرطبة والنفضية، ويستخدم سمامة الشجر رمادية المؤخرة (Grey-rumped Treeswift) كل أنواع الموائل المتاحة تقريبًا من غابات المانجروف حتى غابات التلال. تتغذى كل الفصائل على الحشرات، وعلى الرغم من التفاصيل الدقيقة الخاصة بنوع الفريسة فإنه لم تتم دراسته بالتفصيل.
تتم مشاركة مسؤوليات بناء العش بين الذكر والأنثى. تقوم طيور السمامة بوضع بيضة واحدة في العش، والتي يتم لصقها بفرع شجرة مفتوح. يتراوح لون البيض من الأبيض إلى الرمادي. هناك معلومات قليلة حول أوقات الحضانة،ولكن يعتقد بأنها أطول للفصائل الأكبر حجمًا. يولد الصغار مع غطاء من الريش الرمادي أسفلها وتتغذى على بلعة من الطعام الذي يلفظه الوالدان.

## الأنواع
- سمامة الشجر المتوجة (Crested Treeswift)، هيميبروكني كوروناتا (Hemiprocne coronata)
- سمامة الشجر رمادية المؤخرة (Grey-rumped Treeswift)، هيميبروكني لونجيبينيس (Hemiprocne longipennis)
- سمامة الشجر ذات السوالف (Whiskered Treeswift)، هيميبروكني كوماتا (Hemiprocne comata)
- سمامة الشجر ذو الشوارب (Moustached Treeswift)، هيميبروكني ميستاسي (Hemiprocne mystacea)